# Arvicanthis
Arvicanthis (Lesson, 1842) è un genere di Roditori della famiglia dei Muridi, comunemente noti come ratti dei prati africani.

## Descrizione

### Dimensioni
Al genere Arvicanthis appartengono roditori di medie dimensioni, con lunghezza della testa e del corpo tra 106 e 204 mm, la lunghezza della coda tra 83 e 184 mm e un peso fino a 185 g.

### Caratteristiche craniche e dentarie
Il cranio presenta una costrizione inter-orbitale moderata e le creste sopra-orbitali ben sviluppate. Il rostro è largo e corto. Le arcate zigomatiche sono robuste, gli incisivi sono spessi. Il palato è stretto. La bolla timpanica è grande.
Sono caratterizzati dalla seguente formula dentaria:

### Aspetto
La pelliccia è formata da peli rigidi e ruvidi. Talvolta è presente una striscia più scura lungo la spina dorsale. La coda è generalmente più corta della testa e del corpo e ricoperta fittamente di peli. Il mignolo delle zampe anteriori è fortemente ridotto. Le tre dita centrali dei piedi sono allungate. Le femmine hanno un paio di mammelle pettorali e due paia inguinali.

## Distribuzione
Questo genere è diffuso in Africa e Medio Oriente.

## Tassonomia
Il genere comprende 7 specie.
- Arvicanthis abyssinicus
- Arvicanthis ansorgei
- Arvicanthis blicki
- Arvicanthis nairobae
- Arvicanthis neumanni
- Arvicanthis niloticus
- Arvicanthis rufinus